# Troublemaker (песня Эйкона)
«Troublemaker» - второй из трёх промо-синглов с третьего студийного альбома Эйкона Freedom. В треке присутствует дополнительный вокал от Sweet Rush. Он был выпущен в качестве сингла, предназначенного только для цифровой загрузки через iTunes 13 декабря 2008 года. Трек дебютировал на 97-й строчке в американском хит-параде Billboard Hot 100 и на 65-й строчке в хит-параде Canadian Hot 100 29 ноября 2008 года.

## Треклист
1."Troublemaker" (Feat. Sweet Rush) - 3:57

## Чарты
| Чарты (2008-2009)         | Позиция |
| ------------------------- | ------- |
| Канада (Canadian Hot 100) | 65      |
| США (Billboard Hot 100)   | 97      |